# Chang'e 3
Chang'e 3 (chinês simplificado: 嫦娥三号, pinyin: Cháng'é Sānhào) é uma missão de exploração lunar não-tripulada chinesa, realizada pela Administração Espacial Nacional da China, a terceira do programa espacial Chang'e e a primeira dotada de um módulo de alunissagem e de um rover. Ao contrário das duas missões anteriores, Chang'e 1 e Chang'e 2, projetadas apenas para entrar em órbita da Lua, esta missão teve o objetivo de pousar pela primeira vez uma sonda chinesa no solo lunar.
A missão foi lançada em 1 de dezembro de 2013 do Centro Espacial de Xichang, no sudoeste da China, por um foguete Longa Marcha–3B como parte da segunda fase do Programa Chinês de Exploração Lunar, que culminará com o pouso de uma nave tripulada entre 2025 e 2030 na superfície do satélite. O rover de exploração do solo lunar tem o nome de Yutu (pt:"Coelho de Jade") e foi assim batizado após uma grande votação pela Internet, um nome que tem origem no mito chinês sobre a existência de um coelho branco que viveria na Lua.
A sonda pousou com sucesso na Lua às 14:11 (UTC) de 14 de dezembro, duas semanas após seu lançamento e oito dias após entrar em órbita lunar.

## Origens
O programa Chang'e teve início em 24 de outubro de 2007 com o lançamento da primeira sonda não-tripulada, a Chang'e 1, que entrou em órbita lunar em 5 de novembro daquele ano e operou até 1 de março de 2009, quando foi intencionalmente derrubada sobre o satélite. Os dados levantados pela sonda ajudaram a criar um mapa em 3-D de alta resolução de toda a superfície. A ela seguiu-se a Chang'e 2, lançada em 1 de outubro de 2010, que fez pesquisas de solo a partir de uma órbita de 100 km de altitude, preparando o terreno para a futura alunissagem da Chang'e 3. Em 2012 esta sonda foi deorbitada da Lua e redirecionada para uma missão posterior ao redor do asteróide 4179 Toutatis.
Assim como as anteriores, a Chang'e 3 é uma missão precursora do programa que abre caminho para uma futura missão não-tripulada que deverá recolher material lunar e trazê-lo de volta à Terra, e o posterior envio de uma missão humana tripulada a partir de 2025.

## Objetivos
O objetivo oficial da missão era conseguir o primeiro pouso e exploração da superfície lunar não-tripulada para a China, assim como demonstrar e desenvolver tecnologia fundamental para as próximas missões espaciais chinesas. Os principais objetivos científicos incluíam topografia da superfície lunar e levantamento geológico, estudo da composição do material lunar e levantamento de recursos, detecção do ambiente espacial Sol-Terra-Lua e observação astronômica baseada em solo lunar. A missão também foi projetada para fazer a primeira medição direta da estrutura e do interior do solo lunar até a profundidade de 30 cm e investigar a estrutura interna da Lua até centenas de metros de profundidade.
O Programa Chinês de Exploração Lunar está dividido em três fases operacionais:
- Órbita (Chang'e 1 e Chang'e 2) – já completada
- Pouso (Chang'e 3 e Chang'e 4) – já completada
- Coleta e retorno de amostras (Chang'e 5 e Chang'e 6) – em andamento

## Missão

### Lançamento
Chang'e 3 foi lançado no dia 1º de dezembro de 2013 às 17h30 UTC, através de um foguete Longa Marcha 3B. O lançamento foi feito no Segundo complexo de lançamento no Centro de Lançamento de Satélites de Xichang, no sudoeste da província de Sichuan.
De forma controversa, o lançamento danificou casas próximas ao Centro de Lançamento, quando destroços do foguete, incluindo uma peça do tamanho de uma mesa, caíram em uma vila no condado de Suining, na província vizinha de Hunan. As autoridades do condado transferiram 160 mil pessoas para um local seguro antes da decolagem, enquanto mais de 20 mil pessoas perto do local de lançamento em Sichuan foram transferidas para um auditório de uma escola primária. A zona de destroços esperada para os foguetes Longa Marcha tem 50 a 70 quilômetros (31 a 43 milhas) de comprimento e 30 km (19 milhas) de largura.

### Módulo de alunissagem
Em março de 2012, a AENC começou a construção do módulo, que fará pesquisas no solo independentes do rover e de sua missão móvel. Ele é equipado com um gerador termoelétrico de radioisótopos que produz a energia suficiente para os três meses planejados de operação. O módulo possui uma massa de 1200 kg e carrega sete equipamentos científicos e câmeras. Além de pesquisar o solo e a atmosfera lunares, ele também fará imagens da Terra e de outros corpos celestes a partir da Lua. Para isso, ele está equipado com um telescópio astronômico que contém uma câmera de raios ultra-violeta de alta energia. Ele será o primeiro observatório lunar, fazendo estudos contínuos por longos períodos de corpos celestes, para estudar sua variação de luz e o baixo sistema galáctico de coordenadas. Através desta câmera, o módulo também fará estudos sobre como a atividade solar afeta a ionosfera perto da Terra.

### Pouso

Local do pouco da Chang'e 3 comparado com todos os pousos anteriores na Lua, tripulados e não-tripulados

A Chang'e 3 entrou em órbita em torno da Lua a 100 km de altitude em 6 de dezembro as 9:53 UTC, cinco dias após seu lançamento da Terra. A órbita foi obtida após 361 segundos (6 minutos) de queima do motor. Mais tarde, a espaçonave adotou uma órbita elíptica 15km × 100km.
Os dados topográficos coletados pelas sondas Chang'e 1 e Chang'e 2 foram usados para selecionar um local de pouso para a Chang'e 3. Ela foi programada para alunissagem na área conhecida como Sinus Iridum (latim para "Baía do Arco-íris"), a 44º de latitude norte, uma planície de lava basáltica que forma a extensão noroeste do Mare Imbrium.
O pouso, feito com a ajuda de 28 pequenos propulsores que controlavam a desaceleração, ocorreu às 14:11 (UTC) de 14 de dezembro, 30 minutos antes do previsto, fazendo da China o terceiro país a realizar um pouso controlado no satélite, após a União Soviética e os Estados Unidos. Apesar de programado anteriormente para pousar em Sinus Iridum, a alunissagem acabou acontecendo 40 km ao sul da cratera Laplace A, na borda do Mare Imbrium, já fora de Iridum. Logo após o pouso, a nave abriu seus painéis solares e transmitiu uma imagem do solo à sua frente. Este foi o primeiro pouso de uma sonda no satélite desde 1976, quando a soviética Luna 24 pousou na Lua, quebrando um intervalo de 37 anos na exploração da superfície lunar.

### Rover

O Yutu visto da Chang'e 3 em solo lunar. (Xinhua / CCTV News)

A Chang'e 3 incorpora um rover ao módulo de alunissagem, chamado Yutu (Coelho de Jade em português). Ele foi desenhado para fazer pesquisas no solo e explorar o satélite de maneira independente. Seu desenvolvimento começou a ser feito em 2002, no Instituto de Engenharia de Sistemas Aeroespaciais de Xangai e foi completado em 2010. Ele possui seis rodas, tem 1,5 m de altura e pesa aproximadamente 120 kg, com uma capacidade de carga de até 20 kg; pode transmitir imagens ao vivo pela televisão e tem a capacidade de cavar e fazer análises simples de amostras do solo. Pode também se mover em inclinações e tem sensores automáticos que previnem o choque com outros objetos. O rover foi projetado para explorar uma área de 3km2 durante sua missão de 3 meses, com uma distância máxima de viagem de 10km.
A energia do rover é suprida através de painéis solares e foi planejado para uma missão de três meses, com a exploração de uma área de 3 km² ao redor do módulo de alunissagem, chegando, em linha reta, a uma distância máxima de 10 km da base fixa. Ele carrega em sua parte inferior um radar capaz de fazer pesquisas no solo a até 30 m de profundidade e de investigar a estrutura da crosta lunar a até centenas de metros. Também carrega um espectrômetro de raios X e de raios infravermelhos.
o rover Yutu desembarcou da Chang'e 3 e fez contato com a superfície lunar em 14 de dezembro, às 20h35 UTC, sete horas após o pouso. Em 17 de dezembro foi anunciado que todas as ferramentas científicas, exceto a espectrômetros foram ativados e que tanto o módulo de pouso quanto o rover estavam "funcionando como esperado, apesar das condições inesperadamente rigorosas do ambiente lunar". No entanto, de 16 a 20 de dezembro o rover teve seus subsistemas desligados. A radiação solar direta aumentou a temperatura no lado iluminado do rover para mais de 100°C, enquanto o lado sombreado caiu simultaneamente abaixo de zero. Desde então, o módulo de pouso e o veículo espacial terminaram de tirar fotos um do outro e iniciaram suas respectivas missões científicas.
Em 25 de janeiro de 2014, a mídia estatal da China anunciou que o veículo espacial havia passado por uma "anormalidade de controle mecânico" causada pelo "complicado ambiente da superfície lunar".  O rover estabeleceu contato com o controle da missão em 13 de fevereiro de 2014, mas ainda sofria de uma "anormalidade mecânica".O rover ainda estava transmitindo de forma intermitente até 6 de setembro de 2014, mas oficialmente cessou as transmissões em Março de 2015. 